# 竹林駅 (慶尚南道)
竹林駅 （チュンニムえき）は、大韓民国慶尚南道泗川市にかつて存在した大韓民国鉄道庁の駅である。

## 歴史
- 1965年12月7日 - 開業[1]。
- 1977年3月1日 - 廃駅[2]。

## 隣の駅
晋三線
魯龍駅 - 竹林駅 - 三千浦駅